# كايلي روجرز
كايلي روجرز (بالإنجليزية: Kylie Rogers)‏ (مواليد 18 فبراير 2004 في هيوستن)، هي ممثلة طفلة أمريكية بدأت مسيرتها الفنية عام 2012.

## الأعمال
- 2015: الآباء والبنات
- 2016: معجزة من الجنة
- 2016: كولاترل بيوتي
- 2016: معجزات من الجنة

## وصلات خارجية
- كايلي روجرز على موقع IMDb (الإنجليزية)
- كايلي روجرز على موقع ألو سيني (الفرنسية)
- كايلي روجرز على موقع تيرنر كلاسيك موفيز (الإنجليزية)
- كايلي روجرز على موقع قاعدة بيانات الفيلم (الإنجليزية)